# 福井工業大学環境学部
福井工業大学環境学部（ふくいこうぎょうだいがくかんきょうがくぶ、Faculty of Environmental Sciences）は、福井工業大学に開設されている環境学部。
環境食品応用化学科とデザイン学科のそれぞれの学科に2コースずつ設置されている。
なお、関連する大学院については、同大学大学院工学研究科の応用理工学専攻に環境生命化学コースが、社会システム学専攻にデザイン学コースが設けられており、合わせて紹介する。

## 沿革
- 1965年 福井工業大学開学。工学部開設
- 1973年 応用物理学科設置
- 1979年 応用物理学科を環境安全工学科に改称
- 1985年 大学院工学研究科修士課程開設。環境安全工学専攻開設
- 1988年 環境安全工学科を応用理化学科に改称
- 1989年 大学院工学研究科の環境安全工学専攻を応用理化学専攻に改称
- 2003年 応用理化学科を環境・生命未来工学科に改称
- 2009年 工学部にデザイン学科設置。工学部環境・生命未来工学科を環境生命化学科に改称
- 2012年 大学院工学研究科に応用理工学専攻（博士前期課程、博士後期課程）と社会システム学専攻（博士前期課程、博士後期課程）設置
- 2015年 環境情報学部を開設。工学部環境生命化学科を母体に環境・食品科学科と経営情報学科を設置。工学科デザイン学科を同学部に移行
- 2018年 工学部環境生命化学科廃止
- 2020年 環境情報学部にあった環境・食品科学科を環境食品応用化学科に改称。経営情報学部を開設し、環境情報学部にあった経営情報学科を同学科に移行。環境情報学部を環境学部に改称

## 学部組織
環境食品応用化学科
- 環境化学コース
- 食品バイオコース

デザイン学科
- 都市デザインコース
- メディアデザインコース

デザイン学科は履修モデルが都市デザイン、建築設計・インテリアデザイン、プロダクトデザイン・製品開発、商品企画・プランニング、Webデザイン・メディアコンテンツ、グラフィックデザイン・映像・広告制作の各分野で構成

## 大学院
工学研究科
- 応用理工学専攻環境生命化学コース
- 社会システム学専攻デザイン学コース